# Anju Nakamura
Pour les articles homonymes, voir Nakamura.
Anju Nakamura (中村 安寿, Nakamura Anju, née le 23 janvier 2000 à Sapporo, Hokkaidō) est une coureuse japonaise du combiné nordique. Son frère Naoki Nakamura est un sauteur à ski.

## Parcours
Nakamura a fait ses débuts internationaux lors d'une épreuve de la Coupe continentale, les 5 et 6 janvier 2019 à Otepää (Estonie). Elle y obtint de fort honorables 10e et 7e places. Deux semaines plus tard, à Lahti (Finlande), elle prend le départ de la toute première compétition féminine de combiné de l'histoire des Championnats du monde juniors. Elle y remporte, derrière Ayane Miyazaki et Gyda Westvold Hansen, la médaille de bronze. En outre, elle décroche, fin février, le titre de Championne du Japon à Hakuba. Une course FIS organisée à Sapporo le 12 mars suivant la verra prendre la quatrième place.
La première épreuve dont Nakamura prend le départ pendant la Coupe continentale de combiné nordique 2019-2020 est une mass-start, se déroulant le 22 février à Eisenerz (Autriche). Elle s'impose devant Tara Geraghty-Moats, à la suprématie de laquelle elle met fin, pour remporter sa première victoire en Coupe continentale. Le même jour, elle fait partie de l'équipe japonaise pour l'épreuve mixte par équipes, dont l'équipe nippone prend la troisième place. Le lendemain, elle monte à nouveau sur le podium, prenant la troisième place d'un gundersen inviduel.
En décembre 2019, elle participe à la première course féminine de Coupe du monde de l'histoire à Ramsau ; elle y prend la troisième place derrière Geraghty-Moats et Westvold-Hansen.

## Palmarès

### Championnats du monde
| Épreuve / Édition        | Individuel     | Individuel |
| Épreuve / Édition        | Petit tremplin |            |
| Mondiaux 2021 Oberstdorf | 4e             |            |
| Mondiaux 2023 Planica    | 7e             |            |

### Coupe du monde
- Meilleur classement général : 3e en 2021.
- Trophée de la meilleure skieuse en 2022.
- 4 podiums individuel : 1 victoire, 1 deuxième place et 2 troisièmes places.

#### Détail des victoires
| Édition / Épreuve | Gundersen               | Total |
| 2021-2022         | Schonach im Schwarzwald | 1     |
| Total             | 1                       | 1     |

#### Différents classements en Coupe du monde
| Année     | Classement général final |
| 2020-2021 | 3e                       |
| 2021-2022 | 4e                       |
| 2022-2023 | 9e                       |

### Championnats du monde junior
- Médaille de bronze en individuel en 2019 à Lahti.
- Médaille de bronze par équipes en 2020 à Oberwiesenthal.

### Coupe continentale

#### Victoires individuelles en Coupe continentale
| N° | Date            | Lieu     | Épreuve    |
| -- | --------------- | -------- | ---------- |
| 1  | 22 février 2020 | Eisenerz | Mass start |

#### Classements généraux
| Saison  | Place | Points |
| ------- | ----- | ------ |
| 2018/19 | 27e   | 62     |
| 2019/20 | 13e   | 160    |
| 2020/21 | 8e    | 160    |